# Duomyia capitalis
Duomyia capitalis är en tvåvingeart som beskrevs av Mcalpine 1973. Duomyia capitalis ingår i släktet Duomyia och familjen bredmunsflugor. Inga underarter finns listade i Catalogue of Life.